# Acalolepta sericeipennis
Acalolepta sericeipennis es una especie de escarabajo longicornio del género Acalolepta, tribu Monochamini, subfamilia Lamiinae. Fue descrita científicamente por Breuning en 1965.
Se distribuye por Laos. Mide aproximadamente 24 milímetros de longitud. El período de vuelo de esta especie ocurre entre abril y junio.